# Guerre latine
La guerre latine oppose la République romaine à ses voisins latins, alliés à certaines cités des Campaniens, des Volsques, des Aurunces et des Sidicins, de 340 et 338 av. J.-C.. Rome a pour alliée la confédération samnite, à la suite du renouvellement de l'alliance après la première guerre samnite.
Elle se termine par la dissolution de la Ligue latine et l'incorporation de ses territoires dans la sphère d'influence de Rome. Les Latins, les Volsques et les Campaniens soumis obtiennent en partie les droits de citoyens et sont dorénavant obligés de s'inscrire au cens et surtout de servir dans les légions romaines, Rome gagnant là énormément d'effectifs alliés supplémentaires. La puissance romaine dans le Latium et en Campanie ainsi que le renforcement qui s'ensuit de la frontière avec les Samnites débouche en 327 av. J.-C. sur la deuxième guerre samnite.
Les évènements de la première guerre samnite et de la guerre latine sont les premiers pas de la conquête romaine de l'Italie.

## Les sources
Le principal auteur antique nous renseignant sur la guerre latine est l'historien romain Tite-Live qui décrit les évènements dans le livre VIII de son histoire de Rome, Ab Urbe Condita. On retrouve également une description des faits dans un fragment des Antiquités romaines de Denys d'Halicarnasse, historien grec contemporain de Tite-Live, et dans un résumé du chroniqueur byzantin du XIIe siècle Jean Zonaras de l’Histoire romaine de Dion Cassius.
Les historiens modernes considèrent que ces descriptions de la guerre latine mêlent faits historiques et fictionnels. En effet, les trois auteurs cités ont vécu plusieurs siècles après les faits et s'appuient sur des sources plus anciennes qui ont pu interpréter les faits, influencées par les problématiques de leurs époques respectives. Parmi les auteurs utilisés comme sources par Tite-Live par exemple, plusieurs ont vécu la guerre sociale de 91 à 88 av. J.-C. qui oppose Rome à ses alliés italiens et ont fait le parallèle avec la guerre latine, introduisant de nombreux éléments anachroniques dans leurs récits.

## Contexte

### Les relations romano-latines (500 - 343)
Les Latins ne possèdent pas de structure gouvernementale centralisée. Ils sont en fait divisés en de nombreuses cités autonomes, partageant une même langue, une même culture et quelques institutions légales et religieuses. Un premier conflit oppose Rome et les cités latines au début du Ve siècle av. J.-C., qui voit la victoire romaine au lac Régille. Les cités-états de la ligue latine concluent ensuite une alliance militaire, le Fœdus Cassianum daté de 486 av. J.-C. traditionnellement, afin d'organiser plus efficacement la résistance contre les raids et les invasions des peuples voisins, notamment les Èques et les Volsques. En tant que cité latine la plus puissante, Rome bénéficie d'une position avantageuse au sein de l'alliance.
Vers le début du IVe siècle av. J.-C., les Latins ne se sentent plus menacés par les peuples voisins mais commencent à ressentir la puissance croissante de Rome comme un nouveau danger. Plusieurs guerres éclatent entre Rome et certaines cités latines qui ont apporté leur soutien aux ennemis de Rome, les Volsques. Finalement, les Latins et les Volsques ne peuvent empêcher les Romains de prendre le contrôle des marais pontins volsques et des monts Lepini, et d'annexer la ville latine de Tusculum en 381 av. J.-C.,.
La nouvelle menace que représentent les invasions gauloises semble convaincre quelques cités latines de renouveler leur alliance avec Rome en 358 av. J.-C.,, mais des cités comme Tibur ou Préneste, qui dirigent les opérations contre Rome, s'y refusent et se contentent de négocier la paix en 354 av. J.-C. après une longue guerre,. En parallèle, des guerres contre les Volsques sont menées et le pays volsque pacifié.
Durant les années 340, les relations entre Romains et Latins recommencent à se dégrader. Tite-Live rapporte qu'en 349 av. J.-C., alors que l'Italie fait face à une nouvelle invasion gauloise, les Latins refusent de fournir des troupes et, en 343 av. J.-C., ils s'accordent pour attaquer Rome. Néanmoins, à la nouvelle des victoires romaines sur les Samnites, les Latins abandonnent leur plan initial et attaquent les Péligniens.

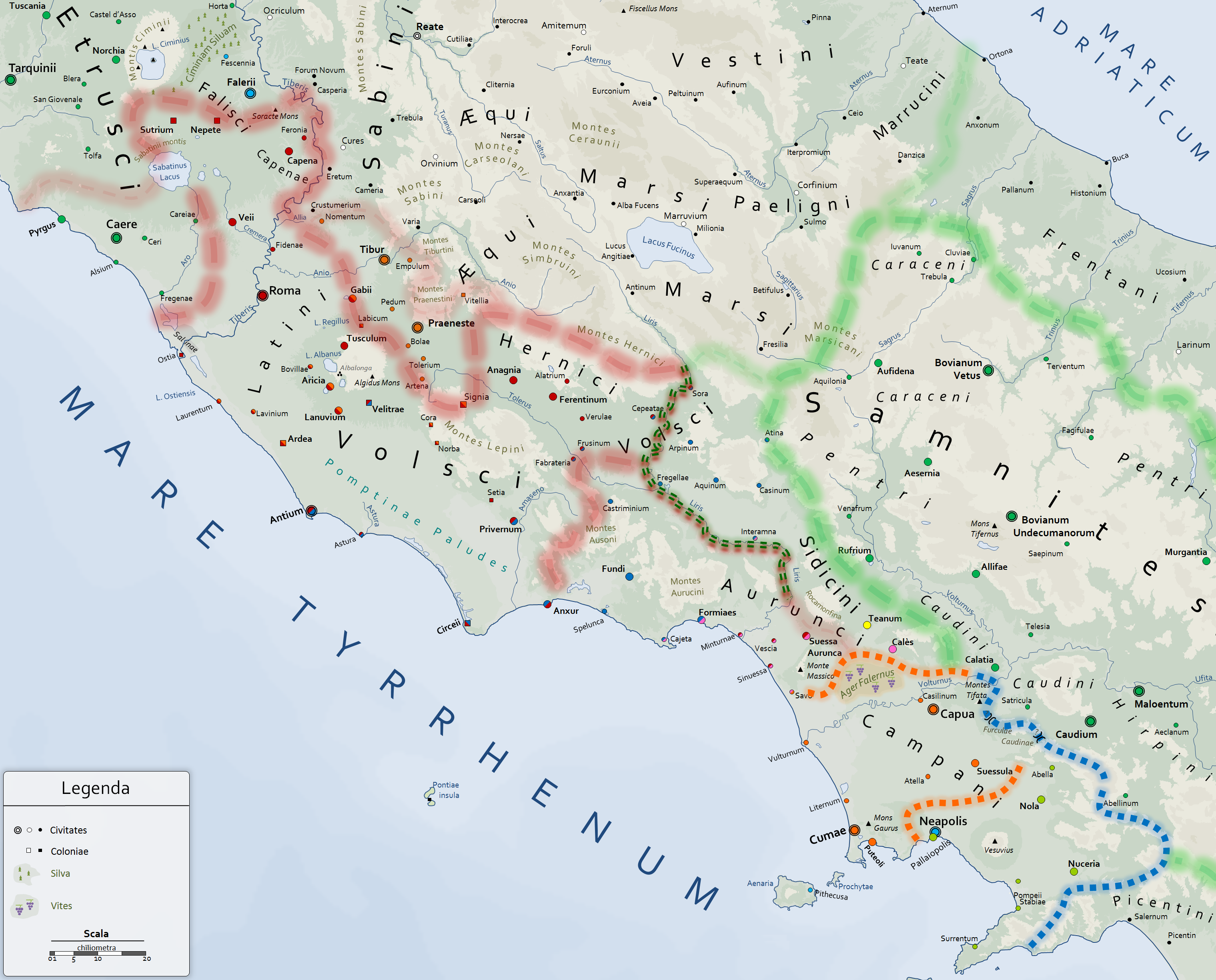
Carte du Latium, de la Campanie et du Samnium à la veille de la première guerre samnite.
Légende des couleurs des cités et des colonies :
Légende des couleurs des limites :

- Étrusques
- Falisques
- Romains
- Ville latine dominée par Rome ou colonie romano-latine
- Latins
- Ville dominée par Rome ou colonie romaine peuplée de natifs volsques
- Volsques
- Ville volsque ou aurunce
- Ville aurunce dominée par Rome
- Aurunces
- Sidicins
- Ville volsque ou samnite
- Samnites (Caracéniens, Pentriens, Caudiniens, Hirpins)
- État campanien de Capoue
- Campaniens sous influence samnite
- Grecs
- Peuples neutres : Ombriens, Sabins, Èques, Vestins, Marses, Péligniens, Marrucins, Frentans et Picentins

- Limite approximative des sphères d'influence romaine et samnite à la suite du traité de 354[N 1]
- Limites approximatives des terres sous domination romaine
- Limites approximatives des terres sous domination samnite
- Limites approximatives de l'État campanien de Capoue
- Frontière entre le Samnium et la Campanie

### La première guerre samnite (343 - 341)
Les Samnites sont organisés en une confédération tribale installée dans les Apennins centraux. En 354 av. J.-C., ils concluent un traité d'amitié avec les Romains,, fixant la frontière entre leurs sphères d'influence respectives le long du fleuve Liris.
Mais en 343 av. J.-C., en dépit de ce traité, éclate la première guerre samnite opposant les Samnites aux Romains qui se disputent le contrôle de la Campanie. Selon Tite-Live, cette guerre aurait été provoquée par l'attaque des Sidicins par les Samnites. Incapables de résister, les Sidicins en appellent aux Campaniens, dont la capitale est Capoue, mais ces derniers sont eux-mêmes tenus en échec par les Samnites. C'est alors que les Campaniens décident de se soumettre à Rome afin que les Romains interviennent pour protéger leurs nouveaux sujets. Les historiens modernes ne rejettent pas l'idée d'une forme d'alliance entre Rome et Capoue mais ils sont en désaccord sur l'authenticité de la soumission volontaire des Campaniens qui ne pourrait être qu'une invention plus tardive permettant de légitimer l'action de Rome en Campanie,,,.
La première guerre samnite prend fin en 341 av. J.-C. avec la négociation d'une paix et le renouvellement du traité entre Rome et les Samnites. Les Romains conservent leur mainmise sur la Campanie mais accepte que les Sidicins tombent dans la sphère d'influence samnite,,.

### Les conséquences (341 - 340)
Selon Tite-Live, une fois la paix conclue avec Rome, les Samnites attaquent les Sidicins avec les mêmes troupes que celles déployées face aux Romains. La défaite étant inévitable, les Sidicins tentent de se soumettre à Rome mais leur proposition est rejetée par le Sénat romain qui la juge trop tardive. Les Sidicins se tournent alors vers les Latins qui ont déjà pris les armes. Les Campaniens les rejoignent également et une grande armée menée par les Latins envahissent le Samnium. La plus grande partie des dégâts causés aux Samnites est due davantage à des opérations de raids plutôt qu'à des combats et bien que les Latins ont pris le dessus sur les Samnites lors de la plupart des batailles, ils quittent finalement le territoire ennemi sans combattre davantage. Les Samnites envoient une délégation à Rome pour se plaindre de l'agression et demander que, étant donné que les Latins et les Campaniens sont des sujets de Rome, celle-ci use de son autorité pour empêcher de nouvelles attaques. Le Sénat donne une réponse ambiguë, ne voulant pas donner l'impression que Rome n'est pas en mesure de contrôler les Latins mais ne voulant pas non plus ordonner aux Latins de cesser leurs attaques de peur de se les aliéner. Les Campaniens se sont soumis à Rome et doivent donc respecter sa volonté mais rien dans le traité liant Rome aux cités latines ne les empêchent de mener leurs propres guerres.
La réponse du Sénat aux Samnites a pour conséquence de retourner les Campaniens contre les Romains et d'encourager les Latins à poursuivre la guerre. Sous l'apparence de préparatifs de guerre contre les Samnites, les Latins et les Campaniens préparent en fait une offensive contre Rome. Néanmoins, le plan est éventé et à Rome, les consuls de l'année 341 av. J.-C. quittent leur poste avant la fin de leur mandat afin que les nouveaux consuls aient davantage de temps pour se préparer à la guerre imminente. Les consuls romains élus pour l'année 340 sont Titus Manlius Imperiosus Torquatus, consul pour la troisième fois, et Publius Decius Mus.
Les historiens modernes n'accordent pas beaucoup de crédits aux évènements qui ont suivi la fin de la première guerre samnite, les considérant comme fictifs car ils offrent trop de similitudes avec ceux qui ont déclenché la première guerre samnite,. Si cette fois la proposition de soumission est rejetée, c'est en fait un artifice permettant de montrer la supériorité morale du Sénat romain. Quant au complot entre Latins et Campaniens, il s'agit sûrement d'une invention, inspirée par les complots entre alliés italiens avant la guerre sociale, complot qui a également porté à la connaissance des Romains.

## Les causes de la guerre

### Selon les auteurs antiques
Tite-Live rapporte qu'au moment où les Romains ont vent des échanges secrets entre les Latins et les Campaniens, ils convoquent les dix dirigeants latins les plus importants à Rome avec pour prétexte la transmission d'instructions concernant les Samnites. À cette époque, les Latins sont gouvernés par deux préteurs, Lucius Annius de Setia et Lucius Numisius de Circeii. Malgré leurs efforts, ils ne peuvent empêcher les colonies de Signia et de Velitrae ainsi que les Volsques de se soulever.
La convocation des dirigeants latins ne laissant aucun doute sur les véritables intentions des Romains, les Latins se réunissent afin de préparer les entrevues et calmer les craintes des Romains. Lors du rassemblement, Annius se plaint que Rome traite les Latins comme des sujets plutôt que comme des alliés et propose que les dirigeants latins demandent que l'un des deux consuls de Rome soit d'origine latine, ainsi que la moitié du Sénat, plaçant les Latins et les Romains à égalité dans le gouvernement du Latium. Cette mesure adoptée par le conseil, Annius nomme des porte-paroles.
Le Sénat romain reçoit la délégation latine dans le temple de Jupiter Capitolin et lui adjoint de renoncer à déclarer la guerre aux Samnites auxquels les Romains sont liés par traité. Dans son discours devant le Sénat, Annius présente les demandes des Latins pour lesquelles il reçoit un vif rejet de la part du consul Titus Manlius Imperiosus Torquatus. Tite-Live rapporte ensuite que selon la tradition, alors que les sénateurs invoquent les dieux comme gardiens du traité liant Rome aux Latins, Annius se moque de la divine puissance du dieu romain Jupiter. Sortant du temple, Annius glisse sur les marches et tombe inconscient ou même mort selon certains. Quand Torquatus, sortant à son tour, voit le corps d'Annius sur les marches, il fait le vœu de voir la foudre abattre les armées latines, tout comme les dieux l'avaient déjà fait avec Annius. Ce discours emporte l'adhésion du Sénat et du peuple et la guerre avec les Latins est déclarée.

### Interprétation moderne
Les historiens modernes considèrent la version de Tite-Live des causes de la guerre comme largement fictionnelle, ponctuée de discours inventés, pratique courante parmi les historiens antiques permettant de présenter les arguments de chaque camp.
Il y a des similitudes entre le discours prêté par Tite-Live à Lucius Annius et les plaintes et demandes faites à Rome par les alliés italiens les années qui ont précédé la guerre sociale. On sait qu'une grande partie des auteurs qui ont servi de sources à Tite-Live ont vécu la guerre sociale et ont naturellement fait des parallèles avec la guerre latine,. Parmi les similitudes les plus frappantes, on retrouve le renvoi par le Sénat des ambassadeurs des rebelles italiens en 90 av. J.-C. et latins en 340 av. J.-C..
Plus tard dans son récit, à propos de la deuxième guerre punique, Tite-Live précise que certaines de ses sources rapportent que les Capouans, après la bataille de Cannes, ont également envoyé une ambassade à Rome demandant un partage équitable du gouvernement de la République romaine. Néanmoins, cette fois-ci, Tite-Live rejette cette précision, la considérant comme une duplication des demandes faites par les Latins peu avant la guerre latine. Les historiens modernes ne pensent pas que les Latins aient pu faire une telle demande en 340 av. J.-C. mais il est possible que les Capouans l'aient fait en 216 av. J.-C., même si l'analyse de Tite-Live paraît plus probable. En fait, il s'avère qu'il s'agit de demandes effectuées par les alliés italiens peu avant que ne soit déclarée la guerre sociale,, mais aucune trace de ces demandes ne nous est parvenue.
Au début du Ier siècle av. J.-C., Rome est devenue la puissance dominante du bassin méditerranéen et l'acquisition de la citoyenneté romaine constitue un privilège très recherché. Mais transposées au IVe siècle av. J.-C., ces considérations deviennent anachroniques. En 340 av. J.-C., Rome n'est encore qu'une puissance locale dans le Latium dont la politique agressive en Campanie est vécue comme une menace pour leur intégrité par les communautés latines qui risquent de se retrouver enclavées dans le territoire romain,. Plutôt qu'une conséquence du refus des Romains d'ouvrir le gouvernement aux Latins, la guerre latine est en fait l'ultime sursaut de résistance de ces derniers qui tentent de préserver leur indépendance. Dans cette tentative, ils sont rejoints par les Volsques, qui partagent alors la même situation et les mêmes craintes, les Campaniens, les Sidicins et les Aurunces, trois autres peuples qui risquent tous de disparaître au profit des puissances dominantes d'Italie centrale, Rome et les Samnites.
L'abandon de Teanum est un coup dur pour l'économie commerciale des Latins et les Sidicins font appel à eux. De plus, les Campaniens peuvent se sentir trahis par ce renouvellement du pacte romano-samnite, bien que Capoue ait été préservée de l'attaque des Samnites par Rome. Celle-ci ne semble être intervenue en Campanie que pour y prendre pied. En 340 av. J.-C., la ligue latine, les Sidicins, quelques éléments campaniens, mais aussi des Volsques et des Aurunces récemment soumis, entrent en guerre contre Rome alliée à la confédération samnite,,. Il s'agit pour tous ces peuples de recouvrer leur indépendance à l’égard de Rome et d'arrêter la marche des deux grandes puissances de cette région, les Romains et les Samnites réconciliés.

## Déroulement des opérations militaires

### Le récit des auteurs antiques

#### Première campagne (340)
Le récit de Tite-Live des opérations militaires commence par l'épisode de la « sentence de Manlius », du nom du consul Titus Manlius Imperiosus Torquatus, qui fait exécuter son fils pour désobéissance. Cela a pour effet immédiat de ramener la discipline dans les rangs romains et laisse, selon l'auteur romain, « un triste souvenir à la postérité ». L'auteur romain insiste sur le fait que les deux armées, romaines et latines, sont très similaires dans leur stratégie, tactique et équipements.
| Mont Vésuve · Minturnes, Vescia et Sinuessa |
| Localisation du Vésuve et de Trifanum.      |
| Mont Vésuve · Minturnes, Vescia et Sinuessa |

Les Latins pénètrent dans le Samnium. L'armée romano-samnite se déplace vers le lac Fucin puis, évitant le Latium, entre sur le territoire campanien et attaque les Latins et les Campaniens près du Vésuve. Lors de la bataille de Veseris qui s'ensuit, les Romains sont menés par les consuls Publius Decius Mus et Titus Manlius Imperiosus Torquatus. Le premier, voyant le combat tourner en défaveur des Romains en infériorité, prononce la formule de la devotio et se sacrifie pour sauver l'armée romaine. Son collègue fait donner la réserve et remporte la victoire, aidé en cela par la terreur qu'inspirent les Samnites rangés en bataille au pied de la montagne. Les sources de Tite-Live divergent quant au rôle de ces derniers.

« Mais entre tous, alliés et citoyens, la première gloire en cette guerre appartient aux consuls : l’un [Decius Mus détourne sur lui seul toutes les menaces et les vengeances des dieux du ciel et des enfers ; l’autre [Manlius Torquatus] montre tant de courage et de prudence en cette action, que, Romains ou Latins, les auteurs qui ont transmis à la postérité le souvenir de cette bataille conviennent sans hésiter que, partout où Titus Manlius a commandé, la victoire lui est infailliblement acquise »

— Tite-Live, Histoire romaine, VIII, 7-8.
La plupart des Campaniens sont faits prisonniers. Les Latins battent en retraite à Minturnes puis à Vescia, deux cités des Aurunces. Si l'armée latino-campanienne est vaincue, les Romains ont aussi essuyé de lourdes pertes.
Les Latins réunissent une nouvelle armée, notamment parmi les Volsques. Le consul Titus Manlius Imperiosus Torquatus marche contre elle et la rencontre entre Sinuessa et Minturnes. Les Romains écrasent l'armée latino-volsque à la bataille de Trifanum, « le désastre des Latins est tel, que, voyant le consul mener son armée victorieuse au pillage de leurs campagnes, tous se soumettent : la soumission des Campaniens s’ensuivit ».
Le consul Titus Manlius Imperiosus Torquatus triomphe à Rome sur les Latins, les Campanians, les Sidicins et les Aurunces.
Les Antiates mènent des incursions sur les terres d’Ostie, d’Ardée et de Solonium, sur le territoire d'Ardée. Le consul Manlius Torquatus, malade et hors d’état de conduire cette guerre, nomme un dictateur, Lucius Papirius Crassus, qui ne fait rien de mémorable contre les Antiates : il occupe le territoire d’Antium et y demeure campé quelques mois.

#### Deuxième campagne (339)
| Pedum · Astura                     |
| Localisation de Pedum et d'Astura. |
| Pedum · Astura                     |

Les nouveaux consuls romains pour l'année 339 av. J.-C. sont Tiberius Aemilius Mamercinus et Quintus Publilius Philo. Tite-Live rapporte une rébellion des Latins, vaincus dans les plaines de Fenectum par Publilius Philo. Son collègue marche contre Pedum, entre Gabies et Tibur, soutenue par cette dernière, Préneste, Velitrae, Lanuvium et Antium. Il remporte une victoire non décisive et ne s'empare pas de Pedum.
Quintus Publilius Philo se voit honoré du triomphe, et, selon Tite-Live, cela provoque la jalousie de son collègue qui retourne à Rome pour solliciter le même honneur, laissant sa guerre inachevée.

#### Dernière campagne (338)
En 338 av. J.-C., les consuls sont Lucius Furius Camillus et Caius Maenius. Ils se mettent immédiatement en marche contre les latins révoltés. Furius Camillus défait les Tiburtins et leurs alliés et s'emparent de la ville. Caius Maenius vainc les armées latines et volsques d'Antium, Lanuvium, Aricie et Velitrae lors de la bataille navale d'Antium, près d'Astura. Les deux consuls subjuguent ensuite tout le Latium.
Les deux consuls se voient décerner l'érection de statues équestres sur le Forum Romanum ainsi que le triomphe, Furius Camillus sur les Pédans et les Tiburtins, le deuxième sur les Antiates, les Laviniens et les Vélitrains.

### L'avis des historiens modernes
En 340 av. J.-C., les armées romaines traversent les terres des Marses et des Péligniens pour joindre leurs forces aux troupes samnites, en évitant ainsi les terres latines, volsques, aurunces et campaniennes. L'armée romano-samnite envahit ensuite la Campanie par la vallée du Volturne.
L'emplacement de la bataille de Veseris fait objet de débat : elle peut avoir eu lieu au pied du mont Vésuve, sans que l'on sache si Veseris désigne alors une hauteur, une rivière ou un lieu-dit ; ou alors sur le territoire de Vescia, non loin de Minturnes, où se regroupent les Latins après leur défaite, dans le pays des Aurunces à l'embouchure de la Liris. Cette bataille peut donc être la même que celle connue sous le nom de bataille de Trifanum, sur la Liris, parfois seule bataille citée par les historiens modernes pour l'année 340 av. J.-C.. Diodore de Sicile ne cite qu'une seule bataille à Suessa Aurunca.
Les historiens modernes notent que cette partie du récit de Tite-Live est confuse et peu fiable. Il y a sans doute eu une seule rencontre, décisive, en pays aurunque, et non près du Vésuve. Il y a peut-être confusion des sources de Tite-Live avec un autre cratère imposant en pays aurunque, le Rocca Mafina, non loin de Minturnes, Vescia et Suessa Aurunca. La victoire décisive des Romains et des Samnites sur les coalisés est par contre jugée historique.
Le rôle des Samnites n'est pas clair, Denys d'Halicarnasse les faisant arriver trop tard tandis que Tite-Live présente plusieurs versions. Les historiens modernes ont tendance à penser que les Samnites ont joué un rôle tout aussi important que les Romains dans la défaite écrasante des Latins et de leurs alliés.
Quant à la devotio de Publius Decius Mus, elle se répète dans l'histoire romaine avec celle de son fils en 295 à la bataille de Sentinum pendant la troisième guerre samnite et celle de son petit-fils à la bataille d'Ausculum en 279 pendant la guerre pyrrhique. La première devotio d'un Decius Mus est la plus discutée.
À la suite de cette victoire écrasante, il ne reste plus qu'à Rome et ses alliés de mettre la main sur les territoires rebelles. Ces campagnes, au vu de la superficie occupée par les Latins jusqu'aux Campaniens, prennent logiquement deux années.

## Les conséquences

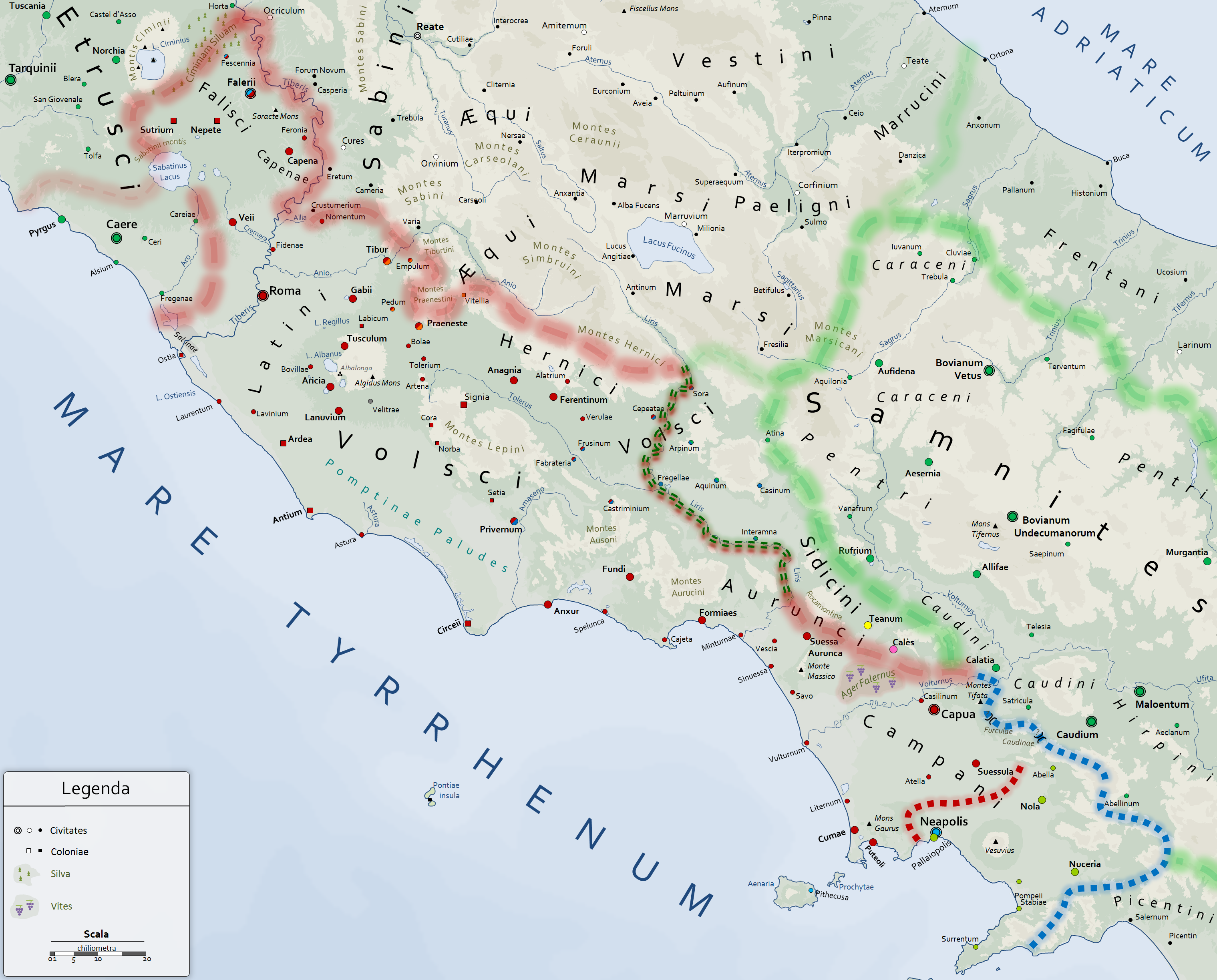
Carte du Latium, de la Campanie et du Samnium au lendemain de la guerre latine.
Légende des couleurs des cités et des colonies :
Légende des couleurs des limites :

- Étrusques
- Falisques ayant le statut d'alliés de Rome
- Romains
- Ville latine ayant le statut d'alliée de Rome
- Ville dominée par Rome ou colonie romaine peuplée de natifs volsques
- Sidicins
- Aurunces
- Ville volsque ou samnite
- Samnites (Caracéniens, Pentriens, Caudiniens, Hirpins)
- Campaniens sous influence samnite
- Grecs
- Peuples neutres : Ombriens, Sabins, Èques, Vestins, Marses, Péligniens, Marrucins, Frentans et Picentins

- Limite approximative des sphères d'influence romaine et samnite à la suite du traité de 354[N 1]
- Limites approximatives des terres sous domination romaine
- Limites approximatives des terres sous domination samnite
- Limites approximatives de l'État campanien de Capoue
- Frontière entre le Samnium et la Campanie

### Le récit des auteurs antiques

#### Après la campagne de 340
Tite-Live rapporte qu'en 340 av. J.-C., Rome décide d'accaparer les terres latines, auxquelles on joint les terres des Privernates, et celles de Falerne qui appartient à Capoue, jusqu’au fleuve Volturne : « On donne par lot, ou deux arpents de terre du Latium, avec un complément de trois quarts d’arpent de terrain privernate, ou trois arpents de terrain de Falerne, c’est-à-dire un quart en sus, à cause de la distance ».
Les Laurentins et les chevaliers de Capoue, restés fidèles à Rome, sont récompensés : renouvellement du traité avec les premiers, droit de cité aux seconds avec en plus une indemnité payée par le peuple de leur cité.

#### Après la campagne de 338
Les Romains décident alors de statuer le sort des vaincus au cas par cas, selon le mérite de chacun, successivement, et indépendamment les uns des autres. Tite-Live donne les exemples suivants :
À la cité latine de Lanuvium, le droit de cité est accordé. On leur rend l’usage de leurs fêtes religieuses, à condition que le temple et le bois sacré de Juno Sospita soient communs entre les Lanuvins municipes et le peuple romain. Aricie, Nomentum et Pedum reçoivent, au même titre que Lanuvium, le droit de cité complet. Tusculum conserve ce droit qu'elle a depuis 381 av. J.-C., et sa révolte passe pour le crime de quelques factieux. Les cités de Tibur et Préneste perdent leur territoire, non seulement pour leur révolte dans la dernière guerre, mais aussi pour les guerres romano-latines de la première moitié du IVe siècle av. J.-C. dont elles ont été les meneuses. Les autres peuples et cités latines sont défendus de tout mariage, commerce et réunion entre eux.
Pour Velitrae, composée d'anciens citoyens romains et tant de fois rebelles, les murs sont détruits et les habitants sont exilés au-delà du Tibre, une nouvelle colonie est déduite sur place. Antium reçoit une colonie nouvelle, avec permission aux Antiates de s’inscrire au nombre des colons. La colonie reçoit le droit de cité et sa flotte est confisquée, une partie étant brûlée et l'autre étant intégrée à la flotte romaine. La tribune aux harangues du Forum Romanum est décorée de six éperons de navires ennemis capturés lors de la bataille navale d'Antium.
Les cités de Fundi et Formies, entre les terres volsques et aurunces, reçoivent le droit de cité sans vote, ayant toujours permis un libre et facile passage sur leurs terres. Une campagne sera nécessaire en 335/334 av. J.-C. pour soumettre les Aurunces-Ausones de Calès et lier ainsi le Latium à la Campanie.
Aux Campaniens ne s'étant pas liés aux Latins, à l'instar de l’aristocratie de Capoue, le droit de cité sans vote est aussi accordé. La noblesse de Cumes et Suessula reçoit les mêmes avantages que ceux décernés à Capoue en 340 av. J.-C..

### L'avis des historiens modernes
La première conséquence de la guerre latine est la dissolution de la Ligue latine et l'organisation « à la carte » du Latium et de la Campanie par Rome, cette dernière traitant au cas par cas avec les cités et les peuplades,. Toutes les cités perdent les avantages du droit interfédéral garantissant au sein de la ligue les mariages, les transactions commerciales ou encore les transferts de propriété,. Cela montre que toute solidarité entre les cités latines est brisée, et que la seule relation que peut avoir chacune des cités est celle avec Rome.
Les historiens modernes ne remettent pas en cause les écrits de Tite-Live concernant les dispositions prises par Rome avec chaque cité,,.
Laurentum, restée fidèle, voit son antique contrat la liant à Rome renouvelée. Les autres cités latines doivent se soumettre, certains recevant ou gardant la citoyenneté romaine sans restriction (civitas cum suffragio) comme Lanuvium, Aricie, Nomentum, Pedum et Tusculum, d'autres conservent un statut d'allié (civitates foederatae) en perdant une partie de leur territoire, à l'instar de Tibur et Préneste. Velitrae est détruite et ses habitants exilés. En 332 av. J.-C., Rome créé deux nouvelles tribus dans le Latium, la Maecia et la Scaptia,,.
Pour les cités campaniennes, aurunces et volsques, les cités se voient octroyer la citoyenneté sans droit de vote (civitas sine suffragio), comme Cumes, Suessula, Fundi et Formies, qui leur permettent de conserver une autonomie de gestion et des magistrats dotés de leur titulature traditionnelle,. Antium se voit déduire une nouvelle colonie, dont le port est confisqué. Les Antiates jouissent du droit de s'inscrire parmi les colons et de recevoir ainsi la citoyenneté romaine,.
Le cas de Capoue est particulier, puisque d'une part le peuple de la ville se voit punit, l'ager Falernus étant retirée à la cité pour cette raison, mais d'autre part les chevaliers de la ville restés fidèles à Rome sont récompensés par la pleine citoyenneté et une indemnité payée par leur cité elle-même. En 334 av. J.-C., tout le peuple de Capoue reçoit la citoyenneté sans suffrage. La ville conserve tout au long du IIIe siècle av. J.-C. sa langue et ses institutions, avec le meddix tuticus comme magistrat suprême. Jusqu'à la deuxième guerre punique, un rapport privilégié unit dorénavant les aristocraties de Rome et de Capoue, des membres de grandes familles capouannes comme les Decii ou les Atilii donnent des consuls à Rome. Cependant, on est loin d'un « état bicéphale romano-campanien », Rome seule gardant le commandement,,.

## Les conséquences géopolitiques
Les évènements de la première guerre samnite et de la guerre latine qui s'ensuit sont les premiers pas de la conquête romaine de l'Italie. C'est la première fois dans l'histoire que Rome intervient au-delà du Latium et de ses abords. Tous ces nouveaux alliés de Rome, du Latium à la Campanie, sont dorénavant obligés de s'inscrire au cens et surtout de servir dans les légions romaines, Rome gagnant là énormément d'effectifs alliés supplémentaires.
Il est manifeste que Rome a le plus profité de la victoire commune avec les Samnites lors de la guerre latine. La puissance romaine dans le Latium et en Campanie ainsi que le renforcement qui s'ensuit de la frontière avec les Samnites débouche en 327 av. J.-C. sur la deuxième guerre samnite,.